# لوكاس جالفاو
لوكاس جالفاو دا كوستا سوزا (13 مارس 1991 في البرازيل - ) هو لاعب كرة قدم برازيلي في مركز الدفاع لعب سابقاً في نادي الوصل. لعب مع نادي بونتي بريتا ونادي رايندورف آلتاخ ونادي كاشياس دو سول ونادي 15 نوفمبر ‏ وريد بول برازيل وSC Austria Lustenau ‏.

## وصلات خارجية
- لوكاس جالفاو على موقع قاعدة بيانات كرة القدم.إي يو (الإنجليزية)
- لوكاس جالفاو على موقع Soccerway.com (الإنجليزية)
- لوكاس جالفاو على موقع عالم كرة القدم.نت (الإنجليزية)